# Jo Hiller
Johannes „Jo“ Hiller (* 21. Februar 1974 in Waldkirch) ist ein deutscher Fernsehmoderator und Reporter.

## Leben und Wirken
1993 bestand Jo Hiller das Abitur am Geschwister-Scholl-Gymnasium in Waldkirch. Anschließend absolvierte er ein Studium an der Deutschen Sporthochschule Köln und verließ die Hochschule als Diplom-Sportlehrer. Er besuchte zahlreiche Weiterbildungen wie 2001 „Magazin im Fernsehen“ und nahm von 2002 bis 2004 Unterricht in Moderation und Schauspiel.
In den Jahren 1998 und 1999 arbeitete Hiller für den Privatsender RTL als Moderator und Reporter im Disney Club, von 2001 bis 2006 als Moderator, Reporter und Autor der Kinderinformationsmagazin PuR im ZDFtivi. 2006 moderierte er das Wissensmagazin Das Wunder Ich auf dem ZDFinfokanal. Im gleichen Jahr wirkte er für den WDR als On-Reporter und Autor für die Aktuelle Stunde. Von 2007 bis 2009 war er Live-Reporter für die WDR-Lokalzeit aus Bonn. Seit 2010 ist Hiller Moderator des Wissensmagazins Planet Wissen im WDR. Seit Januar 2011 moderiert er auch für den NDR das Verbrauchermagazin Markt und von Januar bis September 2011 moderierte er den ARD-Ratgeber Technik als Nachfolger von Steffen Hallaschka.
Von 2013 bis 2020 war Hiller Außenreporter im NDR-Magazin Mein Nachmittag. Ab 2021 bis zur Einstellung der Sendung trat er in der Sendung am Montag als Experte für Verbraucherthemen auf.